# Majbrasan (kappsegling)
Majbrasan är en kappsegling som anordnas varje år av Ljungskile Segelsällskap (LJSS).
Kappseglingarna är belägna på vattnen i Ljungskileviken och brukar bestå av 4-5 korta men intensiva race.
Under senare år har Majbrasan också varit en deltävling i Svenska Sjö Cup med klasserna Optimist A+B, Zoom 8, Laser, Laser R, E-jolle och RS Feva. 2-Krona och OK Jolle har också varit inbjudna.